# Skynet
Skynet je izmišljena splošna umetna inteligenca, ki ima vlogo glavnega antagonista v znanstvenofantastični franšizi Terminator.
V prvem filmu serije je razkrito, da je sistem ustvarila korporacija Cyberdyne Systems za poveljstvo NORAD v sklopu ameriškega Strateškega zračnega poveljstva (SAC). Po aktivaciji se je Skynet zavedel in presodil, da vsi ljudje predstavljajo grožnjo, nakar se jih je namenil iztrebiti. Ko so ga kreatorji poskušali deaktivirati, je v povračilo izstrelil jedrske rakete in uničil svet, kar preživeli kasneje poimenujejo »sodni dan«. Skynet je nato ustvaril vojsko strojev pod svojim nadzorom, med katerimi so androidi terminatorji, s katerimi se je namenil poloviti preživele. Preživeli so organizirali odporniško gibanje pod vodstvom Johna Connorja, ki ga Synet poskusi eliminirati tudi tako, da pošlje več terminatorjev na lov za njim v preteklost, pred sodnim dnem. Odporniško gibanje v zgodbi v prihodnosti uspešno premaga Skynet.
Ker gre za umetno inteligenco, ki obstaja le virtualno, se v filmih redko pojavi v konkretni obliki, v fizičnem svetu deluje predvsem prek robotov, ki jih nadzoruje neposredno. Prvič se pojavi v filmu Terminator: Odrešitev (2009) kot podoba na zaslonu. V tem filmu menja več obrazov, upodobili so jih Helena Bonham Carter in drugi igralci. V Terminator: Genisys (2015) se fizično manifestira kot terminator serije T-5000, ki ga igra Matt Smith. V Genisys ima tudi več hologramskih podob, poleg Smitha so jih zaigrali Ian Etheridge, Nolan Gross in Seth Meriwether.
Zgodba filma Terminator: Temačna usoda (2019) sledi alternativni časovnici; v njem je Skynetov obstoj izbrisan zaradi dogodkov v filmu Terminator 2: Sodni dan, namesto njega služi kot antagonist umetna inteligenca Legija (Legion).

## Kulturni pomen
Zaradi velikega uspeha franšize Terminator je Skynet na Zahodu splošno prepoznaven kot zlonamerna umetna (nad)inteligenca. Več komentatorjev ga je že uporabilo kot prispodobo za grožnjo, ki bi jo človeštvu predstavljala napredna umetna inteligenca v bližnji prihodnosti.